# Karol: El Papa, el hombre
Karol: El Papa, El Hombre (it: Un papa rimasto uomo, pl: Karol - Papież, który pozostał człowiekiem), también conocida como Karol II, es la secuela de Karol: Un hombre que se hizo Papa, dirigida por Giacomo Battiato  y protagonizada por Piotr Adamczyk, en el papel de Juan Pablo II.
Esta película abarca el pontificado del papa Juan Pablo II, comenzando con el día de la inauguración de su pontificado en 1978 y finaliza con su muerte en 2005.

## Elenco
- Piotr Adamczyk - Papa Juan Pablo II
- Adriana Asti - Teresa de Calcuta
- Leslie Hope - Julia Ritter
- Timothy Martin - Thomas Maputu
- Michele Placido - Renato Buzzonetti
- Alkis Zanis - Ali Agca
- Carlos Kaniowsky - Óscar Arnulfo Romero
- Fabrice Scott - Jerzy Popiełuszko
- Paolo Maria Scalondro - Wojciech Jaruzelski
- Mario Prosperi - Cardenal Angelo Sodano
- Lech Mackiewicz - Cardenal Stefan Wyszyński
- Malgorzata Bela - Hanna Tuszynska